# WGBB

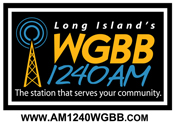
WGBB的标志

WGBB（AM1240），是美国纽约地区的一家创设于1924年的调幅广播电台。1998年，中国国际广播电台将该电台收购并运营至今。该电台目前属于纽约中国广播网的一部分，会转播中国国际广播电台的中文广播内容，同时亦播出一些原创的英文广播节目。